# ФК АЕК Атина
АЕК е спортен клуб от град Атина, Гърция. Името му е съкращение от Атлитики Еносис Константинуполеос, което означава Константинополски спортен съюз.

## История
Основан е през април 1924 в Атина след изгонването на турските гърци през 1922 и отначало редиците в клуба са запълнени от гръцки бежанци. Екипите на АЕК са жълто-черни. Отбора имаше стадион в квартал Неа Филаделфиа. Той носеше името на големия Никос Гоумас до 2003 г. Тогава беше разрушен за да построят нов, съвременен стадион. Стадион до днес няма, поради бюрократични и междуличностни пречки. Стадионът на който отбора играе отбора, носи името „Спирос Луис“ и се намира в квартал Маруси. По-известен е като OAKA.
Емблемата на АЕК е черен двуглав орел на жълт фон, на който едната глава гледа на изток (към Константинопол), а другата на запад – към Рим. Символът се е използвал преди от Византийската империя, а днес все още се ползва от гръцката православна църква. Местни врагове на АЕК са „Панатинайкос“ и „Олимпиакос“

## Успехи
Национални:
- Гръцка Лига:
  -  Шампион (13): 1939, 1940, 1963, 1968, 1971, 1978, 1979, 1989, 1992, 1993, 1994, 2018, 2023

- Купа на Гърция:
  -  Носител (16): 1932, 1939, 1949, 1950, 1956, 1964, 1966, 1978, 1983, 1996, 1997, 2000, 2002, 2011, 2016, 2023

- Суперкупа на Гърция[2]:
  -  Носител (2): 1989, 1996
- Гръцката лига (2 дивизия):
  -  Шампион (1): 1990

Международни:
- Купа на УЕФА:
  - Полуфинал (1): 1976 – 77
- КЕШ:
  - Четвъртфинал (1): 1968 – 69
- Купа на носителите на купи (КНК):
  - Четвъртфинал (2): 1996 – 97, 1997 – 98
- Балканска купа
  -  Финалист (1): 1966 – 67

- Екип на АЕК Атина

## Футболисти

### Настоящ състав
Към 21 юли 2016 г.
| №  | Пост | Играч               |
| -- | ---- | ------------------- |
| 1  | В    | Василио Баркас      |
| 2  | З    | Хуан Мануел Диаз    |
| 5  | З    | Василис Ламбропулос |
| 6  | П    | Мигел Кордеро       |
| 7  | Н    | Елдер Барбоса       |
| 8  | П    | Андре Симоеш        |
| 9  | П    | Роналд Варгас       |
| 10 | П    | Димитрис Анакоглу   |
| 11 | П    | Вангелис Платеяс    |
| 12 | З    | Родриго Гало        |
| 14 | Н    | Томас Пекхарт       |
| 16 | В    | Илияс Вурас         |
| 17 | П    | Патито Родригес     |
| 18 | П    | Якоб Йохансон       |
| 19 | З    | Дмитро Чигрински    |

| №  | Пост | Играч                    |
| -- | ---- | ------------------------ |
| 20 | П    | Петрос Манталос          |
| 21 | Н    | Христос Аравидис         |
| 22 | В    | Гианис Анестис           |
| 23 | З    | Дидас Вия                |
| 25 | П    | Константинос Галанопулос |
| 26 | З    | Димитрис Коловециос      |
| 27 | З    | Михалис Бакакис          |
| 28 | Н    | Анастасиос Бакасетас     |
| 29 | П    | Кирякос Андреопулос      |
| 33 | Н    | Уго Алмейда              |
| 35 | В    | Панайотис Дунис          |
| 55 | З    | Адам Цанетопулос         |
| 77 | З    | Ставрос Василантонопулос |
| –  | П    | Дарко Зорич              |

### Известни играчи
- Душан Баевич
- Ангелос Басинас
- Томас Маврос
- Стелиос Манолас
- Костас Несторидис
- Демис Николаидис
- Мимис Папайоану
- Теодорос Загоракис
- Димитрис Саравакос
- Бобан Бабунски
- Тони Савевски
- Георги Курделов
- Исмаел Бланко
- Ривалдо
- Валтер Сентено
- Папа Буба Диоп
- Карлос Гамара
- Ейдюр Гудьонсен

## Български футболисти
- Христо Бонев: 1981/82 - (10 мача/0 гола)
- Ангел Колев: 1982/84 - (16 мача/0 гола)
- Илиан Илиев: 1998/99 - (8 мача/1 гола)
- Милен Петков: 2000/05 - (108 мача/5 гола)
- Диян Дончев: 2000 - (1 мача/0 гола)
- Иван Русев: 2001/05 - (20 мача/1 гола)